# Grande Armée
La Grande Armée (en español «Gran Ejército»), conocida también como Ejército Imperial Francés, llamada así por Napoleón mientras preparaba la invasión de Inglaterra, es el término militar que se adoptó en Francia para designar su fuerza principal en las campañas militares. En la práctica, el nombre se aplica en concreto al ejército napoleónico, el ejército multinacional reclutado por el emperador Napoleón I de Francia en sus campañas de inicios del siglo XIX: las guerras napoleónicas.
La primera vez que Napoleón usó este término fue con ocasión de la reunión de tropas que se hizo en Boulogne-sur-Mer con el fin de invadir Inglaterra, objetivo que no pudo cumplirse al perder el apoyo de la flota hispano-francesa, derrotada en Trafalgar (1805), y hacerse imposible trasladar semejante cantidad de hombres y equipos hasta las islas británicas. En lugar de esto, hubo de dirigir este ejército hacia el Rin para contener los planes austriacos y rusos de invadir Francia.
Originalmente, la Grande Armée consistía en seis cuerpos de ejército bajo el mando de los mariscales de Napoleón. A medida que Napoleón conquistaba más y más territorios del continente, el ejército aumentaba de tamaño, hasta alcanzar un máximo de 600 000 soldados (más un millón en la reserva o movilizados) en 1812, justo antes de la invasión de Rusia en la guerra de la Sexta Coalición. En ese momento, la Armée se componía de:
- 300 000 franceses, belgas y neerlandeses
- 95 000 polacos
- 35 000 austriacos
- 30 000 italianos
- 24 000 bávaros
- 20 000 sajones
- 20 000 prusianos
- 17 000 westfalianos
- 15 000 suizos
- 9800 daneses y noruegos
- 4000 portugueses
- 4000 españoles
- 3500 croatas

Con excepción de los cuerpos polaco y austriaco, cada contingente era mandado por un general francés.

## Historia
"Para conocer la historia del ejército francés en el período de 1792 a 1804 durante las guerras de la Primera y la Segunda Coalición, consulte Ejército revolucionario francés".

### 1804-1806

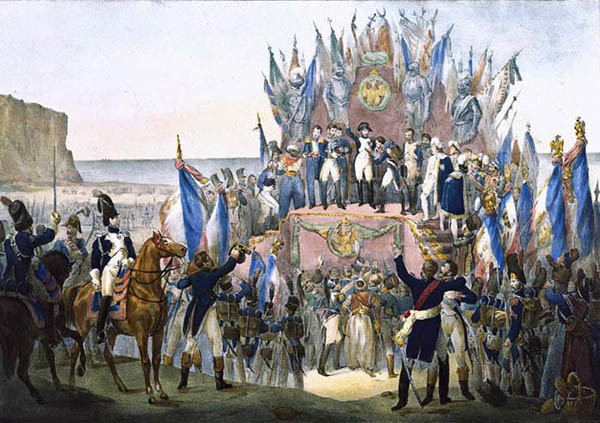
Napoleón distribuyendo las primeras medallas de la Légion d'honneur en Boulogne, agosto de 1804

La Grande Armée se formó originalmente como L'Armée des côtes de l'Océan (Ejército de las costas oceánicas) destinado a la invasión de Gran Bretaña, en el puerto de  Boulogne en 1804. Tras la coronación de Napoleón como emperador de los franceses en 1804, se formó la Tercera Coalición contra él y la Grande Armée dirigió su mirada hacia el este en 1805. El ejército abandonó Boulogne a finales de agosto y, a base de marchas rápidas, rodeó al ejército austríaco aislado del general Karl von Mack en la fortaleza de Ulm. La campaña de Ulm, como llegó a conocerse, resultó en 60 000 prisioneros austriacos a costa de sólo 2.000 soldados franceses. En noviembre, se tomó Viena, pero Austria se negó a capitular y mantuvo en pie un ejército. Además, la aliada Rusia aún no se había comprometido a actuar. La guerra continuaría por un tiempo más. La cuestión se resolvió decisivamente el 2 de diciembre de 1805 en la Batalla de Austerlitz, donde la Grande Armée numéricamente inferior derrotó a un ejército ruso-austríaco combinado dirigido por el emperador ruso Alejandro I (Alejandro I de Rusia). La impresionante victoria condujo al Tratado de Presburgo el 26 de diciembre de 1805, con la disolución del Sacro Imperio Romano Germánico al año siguiente.

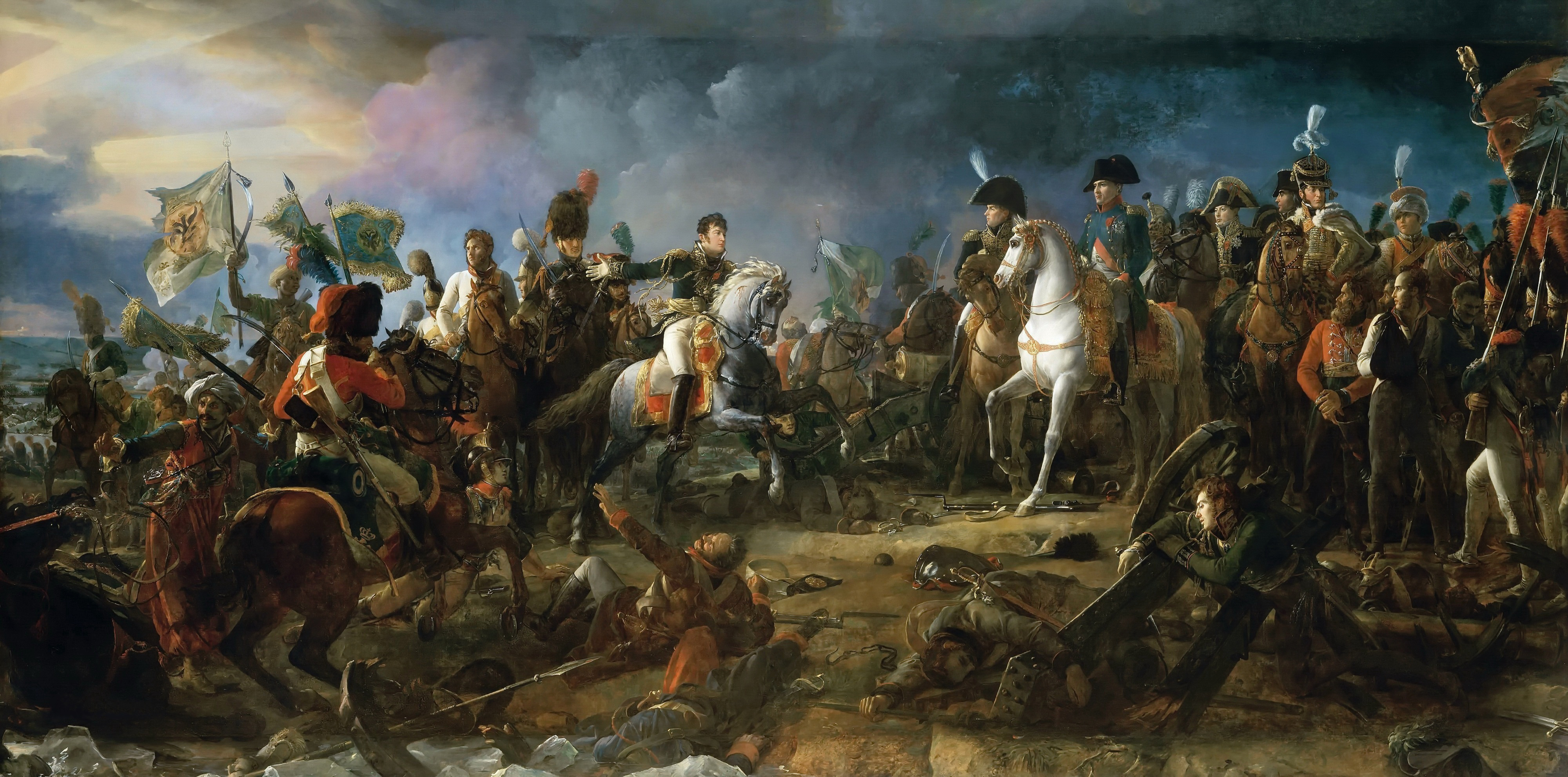
La Batalla de Austerlitz, 2 de diciembre de 1805, por François Gérard

El aumento alarmante del poder francés en la Europa Central inquietó a Prusia, que se había mantenido neutral el año anterior. Después de muchas disputas diplomáticas, Prusia aseguró promesas de ayuda militar rusa y la Cuarta Coalición contra Francia nació en 1806. La Grande Armée avanzó hacia territorio prusiano con el famoso sistema bataillon-carré (cuadrado de batallón), por lo que los cuerpos marcharon en distancias cortas de apoyo y se convirtieron en vanguardias, retaguardias o fuerzas de flanco según lo exigiera la situación, y derrotaron decisivamente a los prusianos en las batallas de Jena y Auerstedt, ambas libradas el 14 de octubre de 1806. Después de una persecución legendaria, los franceses tomaron 140 000 prisioneros y mataron e hirieron a aproximadamente 25 000. El III Cuerpo (Grande Armée) del mariscal Louis-Nicolas Davout, el vencedor en Auerstedt, recibió los honores de marchar a Berlín primero. Una vez más, los franceses habían derrotado a un enemigo antes de que llegaran sus aliados y, una vez más, esto no trajo la paz.

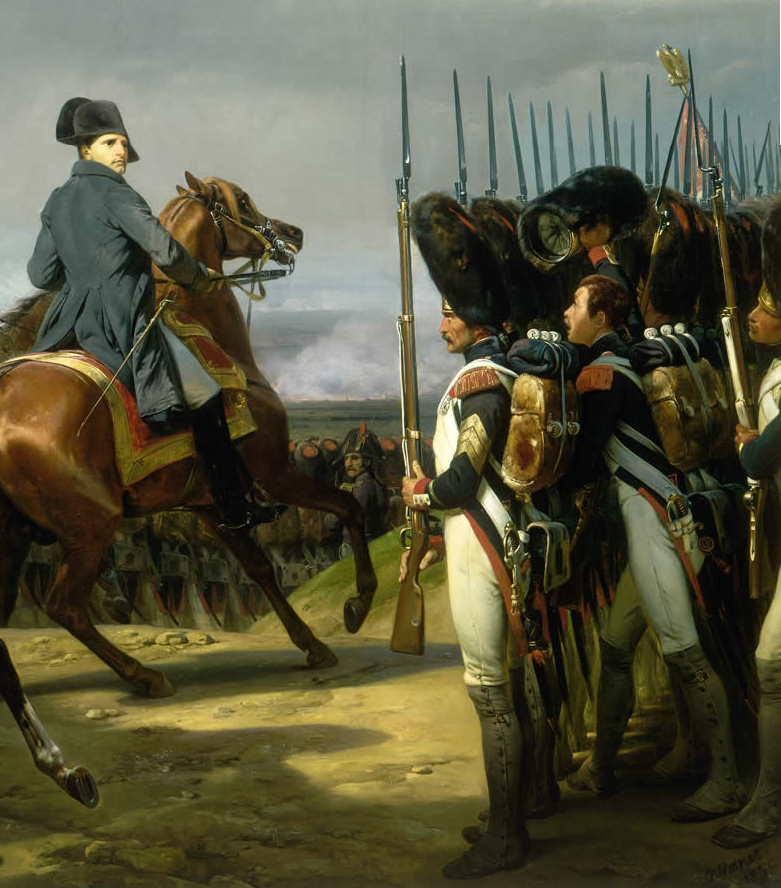
Napoleón revisando la Guardia Imperial en la Batalla de Jena, 14 de octubre de 1806

### 1807-1808

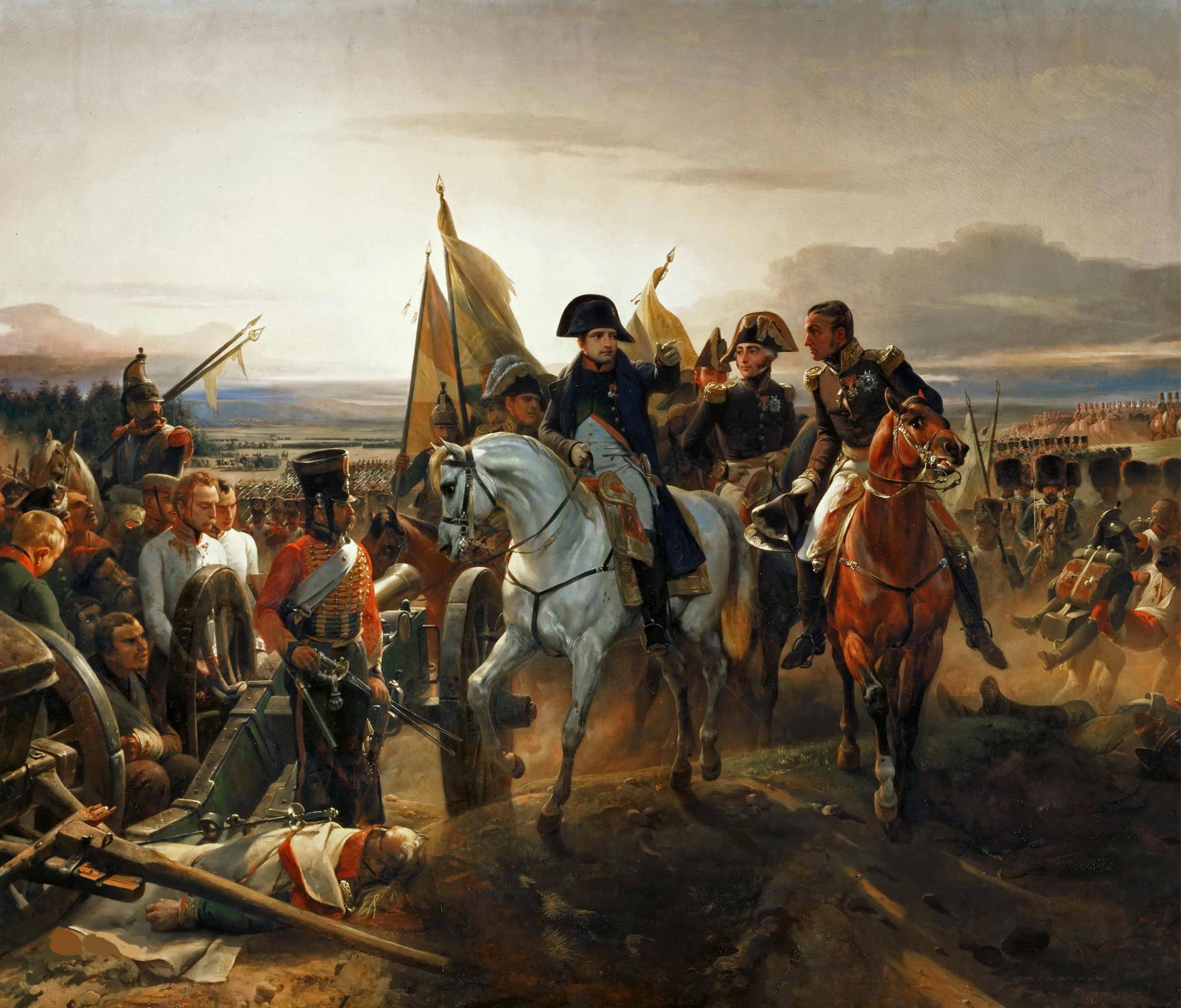
Coraceros franceses en Napoléon en la batalla de Friedland, por Horace Vernet

Napoleón ahora centró su atención en Polonia, donde los ejércitos prusianos restantes se estaban uniendo con sus aliados rusos. Una difícil campaña de invierno produjo nada más que un punto muerto, empeorado por la Batalla de Eylau del 7 al 8 de febrero de 1807, donde las bajas rusas y francesas se dispararon con poca ganancia. La campaña se reanudó en la primavera y esta vez el ejército ruso del general Levin August von Bennigsen fue derrotado contundentemente en la Batalla de Friedland el 14 de junio de 1807. Esta victoria provocó los Tratados de Tilsit. ] entre Francia, Rusia y Prusia en julio, dejando a Napoleón sin enemigos en el continente.
El Grande Armée se disolvió en octubre de 1808 y sus constituyentes se formaron en el Ejército de España y el Ejército del Rin , que en 1809 se reorganizó en el Ejército de Alemania.

### 1810-1812
Con la excepción de España, se produjo una pausa de tres años. Las tensiones diplomáticas con Rusia, sin embargo, se agudizaron tanto que finalmente llevaron a la guerra en 1812. Napoleón reunió el ejército de campaña más grande que jamás había comandado para hacer frente a esta amenaza. El 24 de junio de 1812, poco antes de la invasión, las tropas reunidas con una dotación total de 685.000 hombres estaban compuestas por:
- 410 000 franceses
- 95 000 polacos
- 35 000 austriacos
- 30 000 italianos
- 24.000 bávaros
- 20.000 sajones
- 20 000 prusianos
- 17 000 westfalianos
- 15 000 suizos
- 10 000 daneses y noruegos
- 4.000 españoles
- 4.000 portugueses
- 3500 croatas
- 2000 irlandeses.

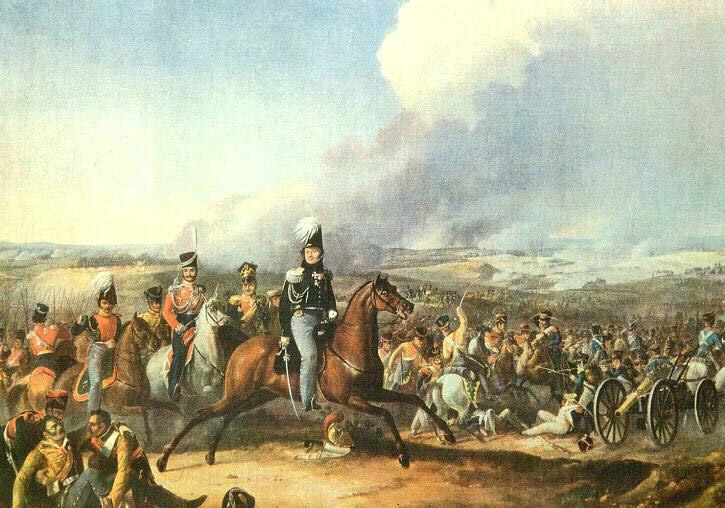
La Batalla de Borodinó fue la más sangrienta de un solo día de las Guerras Napoleónicas.

El nuevo Gran Ejército era algo diferente al anterior; más de un tercio de sus filas estaban ahora ocupadas por reclutas no franceses provenientes de países satélites o aliados de Francia. La gigantesca fuerza cruzó el río Niemen el 24 de junio de 1812, y Napoleón esperaba que una marcha rápida pudiera colocar a sus hombres entre los dos principales ejércitos rusos, comandados por los generales Barclay de Tolly y Piotr Bagration. Sin embargo, la campaña se caracterizó por muchas frustraciones, ya que los rusos lograron no menos de tres veces evadir las pinzas de Napoleón. Una posición final para la defensa de Moscú condujo a la masiva batalla de Borodinó el 7 de septiembre de 1812. Allí la Grande Armée obtuvo una victoria pírrica sangrienta pero indecisiva y discutible. Una semana después, el Gran Ejército entró por fin en Moscú solo para encontrar la ciudad en gran parte vacía y en llamas. Sus soldados se vieron obligados entonces a sofocar los incendios mientras perseguían a los pirómanos y protegían los distritos históricos de la ciudad. 
Napoleón y su ejército pasaron más de un mes en Moscú, esperando en vano que el emperador ruso respondiera a las ofertas de paz de Francia. Al ver que estos esfuerzos eran inútiles, los franceses partieron el 19 de octubre, ahora solo una sombra de lo que eran. La épica retirada durante el famoso invierno ruso domina las concepciones populares de la guerra, a pesar de que más de la mitad de la "Grande Armée" se había perdido durante el verano. Los franceses fueron hostigados repetidamente por los ejércitos rusos convergentes, el mariscal Michel Ney incluso llevó a cabo una famosa separación de retaguardia entre sus tropas y los rusos, y cuando llegaron al río Berézina, Napoleón solo tenía alrededor de 49.000 soldados y 40.000 rezagados de escaso valor militar. La batalla resultante y el trabajo monumental de los ingenieros del general Jean Baptiste Eblé salvaron los restos de la Grande Armée. Napoleón dejó a sus hombres para trasladarse a París y ocuparse de nuevos asuntos militares y políticos. De los 685 000 hombres que constituyeron la fuerza de invasión inicial, solo sobrevivieron 93 000.

### 1813-1815

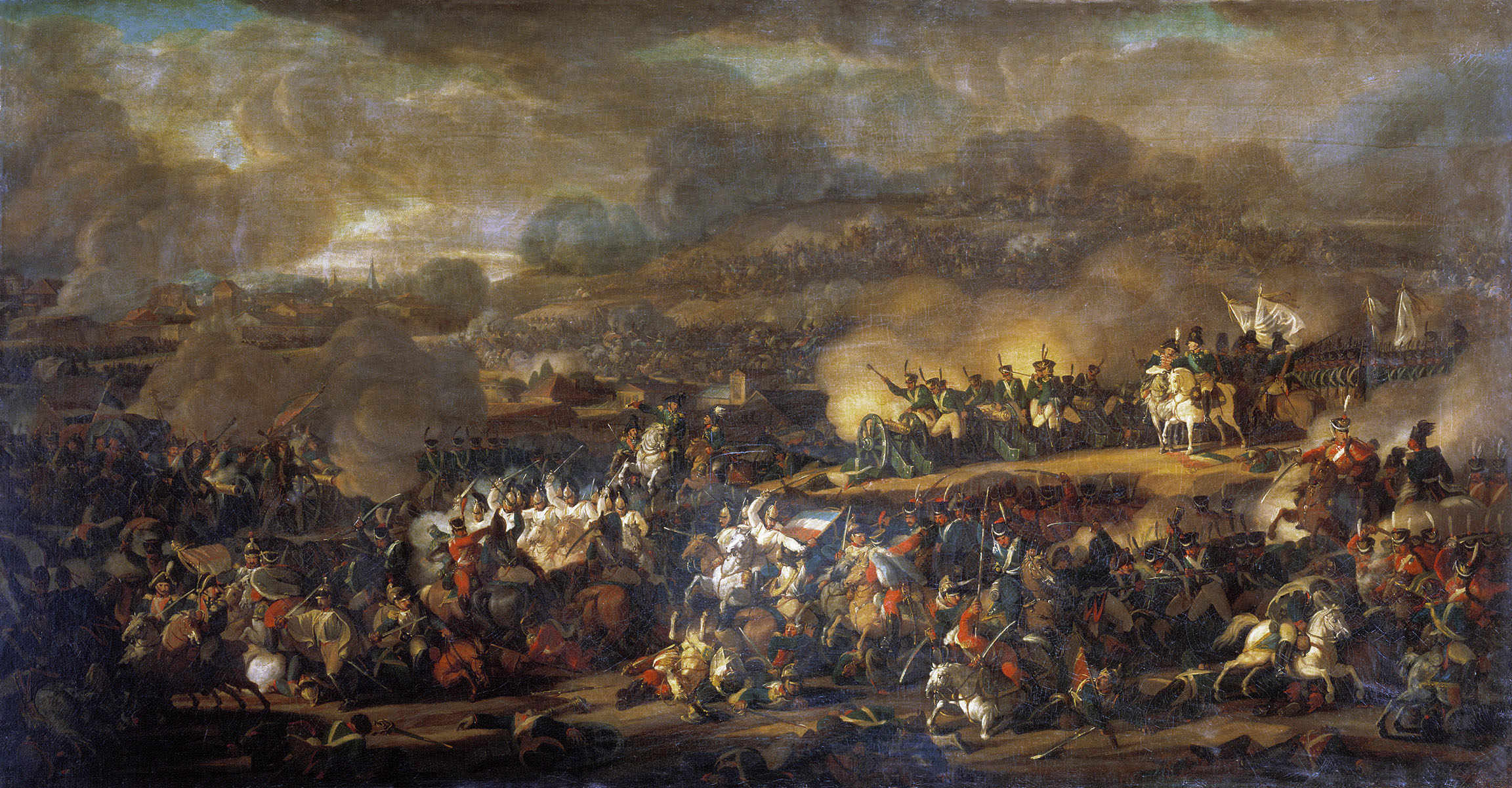
La Batalla de Leipzig involucró a más de medio millón de soldados, convirtiéndola en la batalla más grande de Europa antes de la Primera Guerra Mundial.

La catástrofe en Rusia ahora fomentó los sentimientos antifranceses en toda Europa. Se formó la Sexta Coalición y Alemania se convirtió en la pieza central de la próxima campaña. Con el genio habitual, Napoleón levantó nuevos ejércitos y abrió la campaña con una serie de victorias en Lützen y Bautzen. Pero debido a la mala calidad de las tropas y la caballería francesas después de la campaña rusa, junto con los errores de cálculo de ciertos mariscales subordinados, estos triunfos no fueron lo suficientemente decisivos para ganar la guerra y solo aseguraron un armisticio. Napoleón esperaba utilizar este respiro para aumentar la cantidad y mejorar la calidad de la "Grande Armée", pero cuando Austria se unió a los Aliados, la situación estratégica se volvió sombría. La campaña se reabrió en agosto con una importante victoria francesa en la de Batalla de Dresde de dos días. Sin embargo, la adopción del Plan Trachenberg por parte de los Aliados, que pretendía evitar un conflicto directo con Napoleón y centrarse en sus subordinados, dio frutos, ya que los franceses sufrieron derrotas en Großbeeren, Katzbach, Kulm y Dennewitz. El creciente número de aliados acorraló finalmente a los franceses en Leipzig, donde la famosa Batalla de las Naciones durante tres días fue testigo de una gran pérdida para Napoleón cuando un puente fue destruido prematuramente, abandonando a 30,000 soldados franceses al otro lado del río Elster. La campaña, sin embargo, terminó con una nota victoriosa cuando los franceses destruyeron un cuerpo de ejército bávaro aislado que intentaba bloquear su retirada en Hanau.

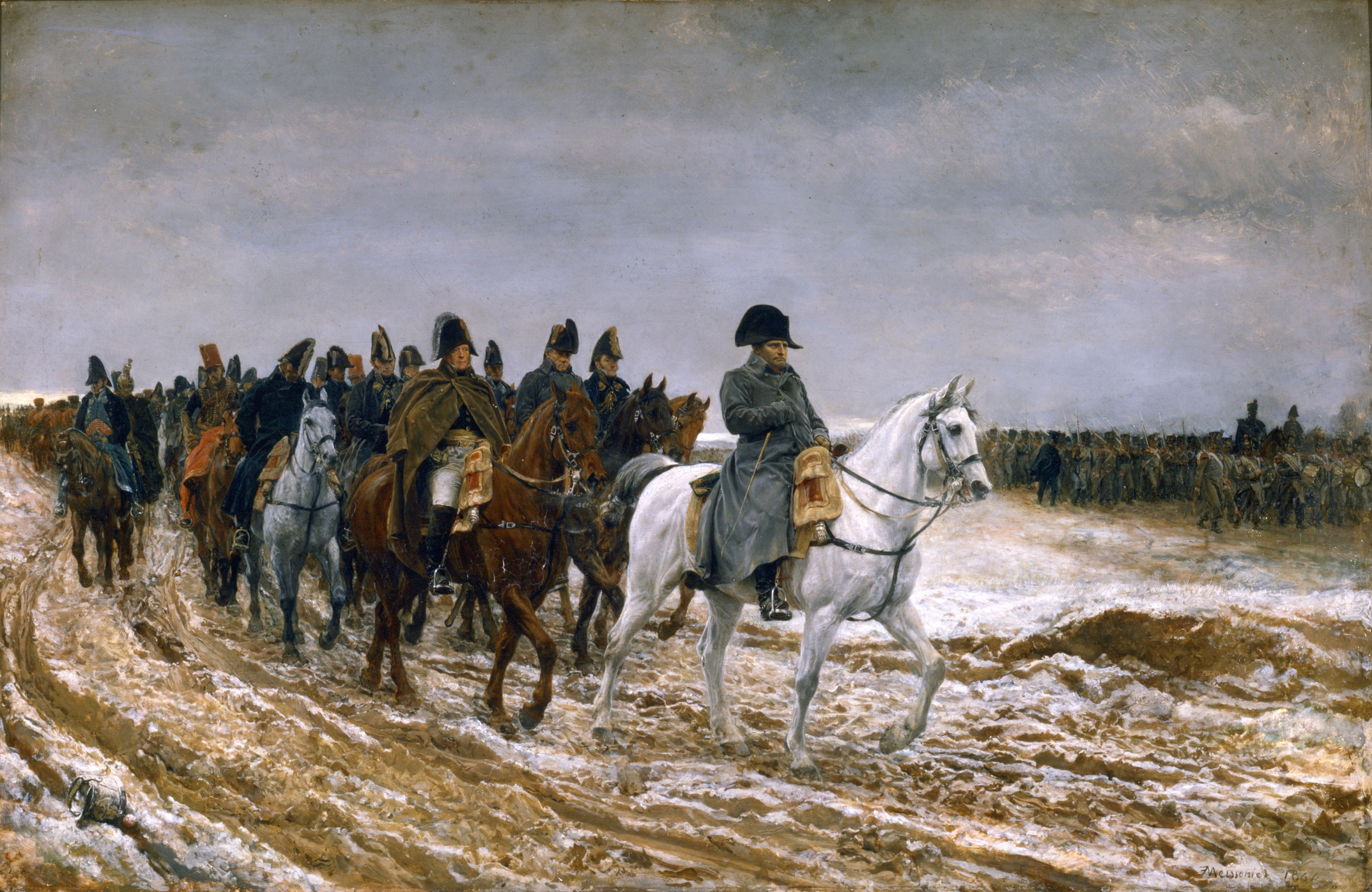
1814. Campagne de France (Napoleón y su personal regresan de Soissons después de la batalla de Laon), por Ernest Meissonier, 1864 (Musée d'Orsay)

"El Gran Imperio ya no existe. Ahora debemos defender a Francia misma", fueron las palabras de Napoleón ante el Senado a fines de 1813. El emperador logró reunir nuevos ejércitos, pero estratégicamente se encontraba en una posición prácticamente desesperada. Los ejércitos aliados estaban invadiendo desde los Pirineos, a través de las llanuras del norte de Italia y también por las fronteras orientales de Francia. La campaña comenzó ominosamente cuando Napoleón sufrió una derrota en la Batalla de La Rothière, pero rápidamente recuperó su antiguo espíritu. En la Campaña de los Seis Días de febrero de 1814, la Grande Armée de 30.000 hombres infligió 20.000 bajas al cuerpo disperso del Mariscal de Campo Gebhard Leberecht von Blücher a un costo de sólo 2.000 para ellos mismos. Luego se dirigió al sur y derrotó al cuerpo de ejército del Mariscal de Campo Karl von Schwarzenberg en la Batalla de Montereau. Estas victorias, sin embargo, no pudieron remediar una situación tan mala, y las derrotas francesas en la Batalla de Laon y la Batalla de Arcis-sur-Aube empañaron los ánimos. A finales de marzo, París cayó ante los aliados (Batalla de París (1814)). Napoleón quería seguir luchando, pero su entorno se negó y lo obligaron a abdicar el 6 de abril de 1814.

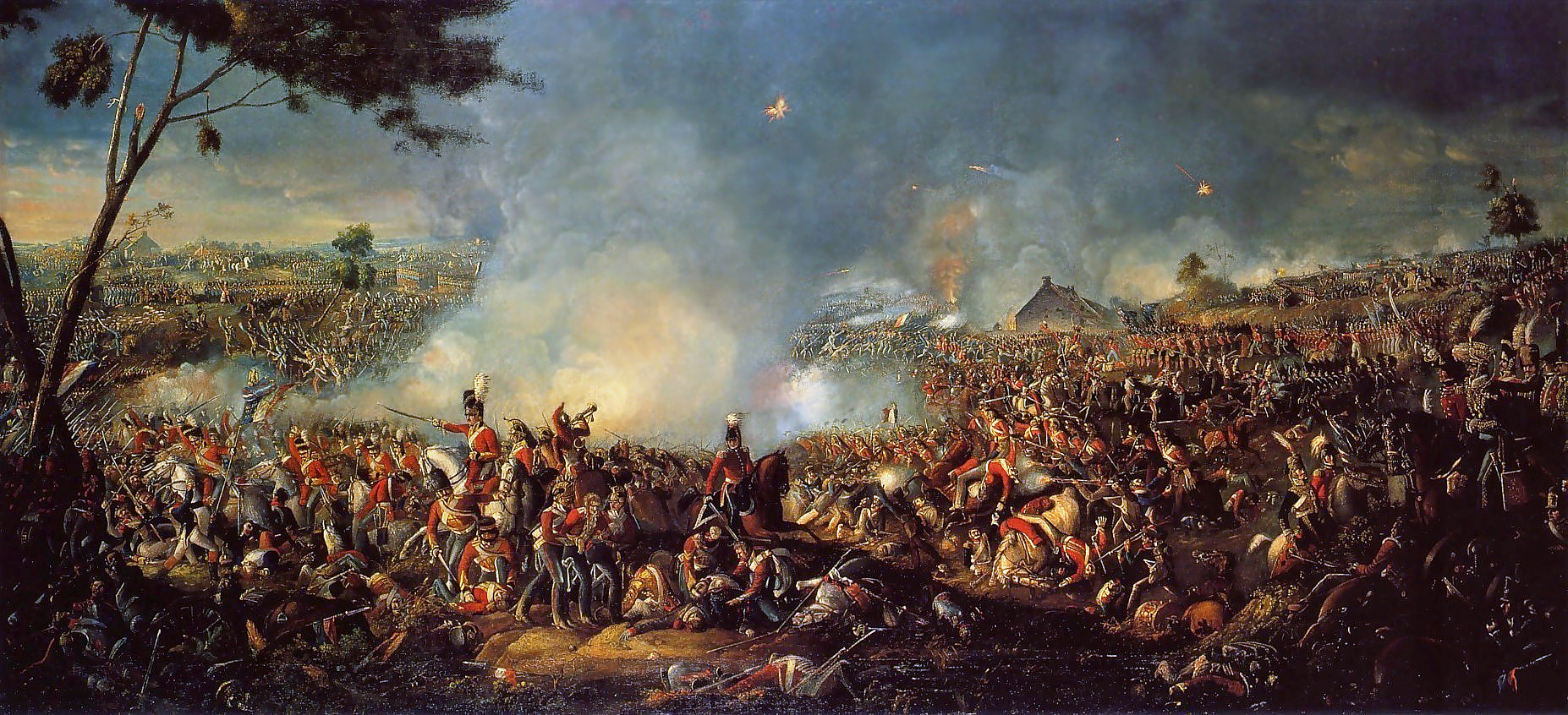
La batalla de Waterloo marcó la derrota final de Napoleón y la Grande Armée, así como el final de las guerras napoleónicas.

Después de regresar del exilio en la isla de Elba en febrero de 1815, Napoleón se dedicó a hacer un esfuerzo renovado para asegurar su imperio. Por primera vez desde 1812, el Ejército del Norte, que estaría al mando para la próxima campaña, fue profesional y competente. Napoleón esperaba atrapar y derrotar a los ejércitos aliados a las órdenes del Duque de Wellington y von Blücher en Bélgica antes de que pudieran llegar los rusos y los austriacos. La campaña, que comenzó el 15 de junio de 1815, fue al principio un éxito, lo que llevó a la victoria sobre los prusianos en la Batalla de Ligny el 16 de junio; sin embargo, el mal trabajo del Estado Mayor y los malos comandantes generaron muchos problemas para la "Grande Armée" durante toda la campaña. El avance retrasado del mariscal Emmanuel de Grouchy contra los prusianos permitió a Blücher reunir a sus hombres después de Ligny y marchar en ayuda de Wellington en la Batalla de Waterloo, lo que causó la derrota final y decisiva de Napoleón.

## Fuerzas de la Grande Armée

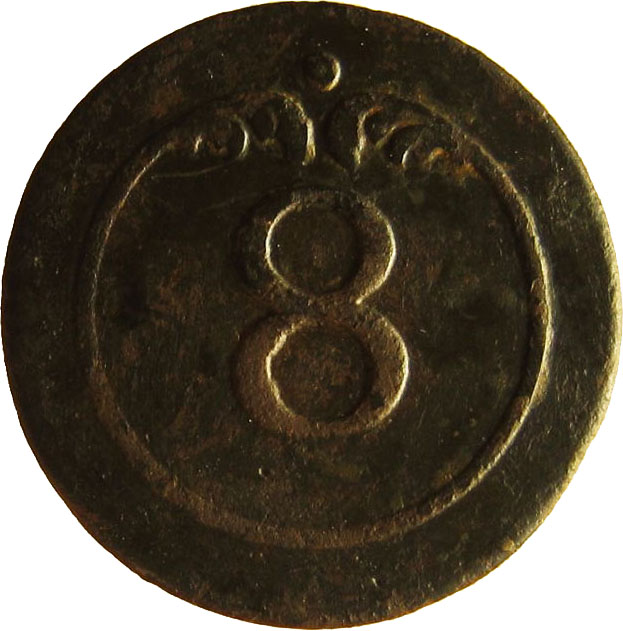
Botón del 8º Regimiento de Infantería de Línea francés durante la Guerra de la Independencia.

### Caballería
A pesar de haber tenido su formación y haber sido pionero en maniobras de artillería, Napoleón es muy recordado por la actuación de su caballería. Esta jugó un papel muy destacado durante el proceso de expansión del Imperio francés, siendo crucial en muchas batallas. La derrota final de Napoleón en Waterloo es atribuible especialmente a errores en la comunicación que causaron que tropas de caballería atacaran demasiado pronto, siendo diezmadas al no contar con el apoyo de infantería o artillería. Sin embargo, ya en esta época empieza a notarse la inferioridad de la caballería en combate ante una artillería cada vez más potente, precisa y maniobrable.
El ejército de Napoleón, al igual que la mayoría de otros ejércitos de la época que se dividían en tres ramas principales, estaba compuesto por uno o más cuerpos: Caballería pesada (coraceros y carabineros a caballo), caballería media o de línea (dragones y ulanos) y caballería ligera (húsares, cazadores a caballo y más adelante los mamelucos). Cada cuerpo de caballería estaba formado de manera que cubriera funciones específicas durante las campañas, por lo que los integrantes de cada uno debían tener ciertas características y cualidades requeridas en ese cuerpo. Esto no significa que, en ocasiones, un cuerpo de caballería ligera no pudiera servir para funciones que solían atribuirse a la caballería pesada.

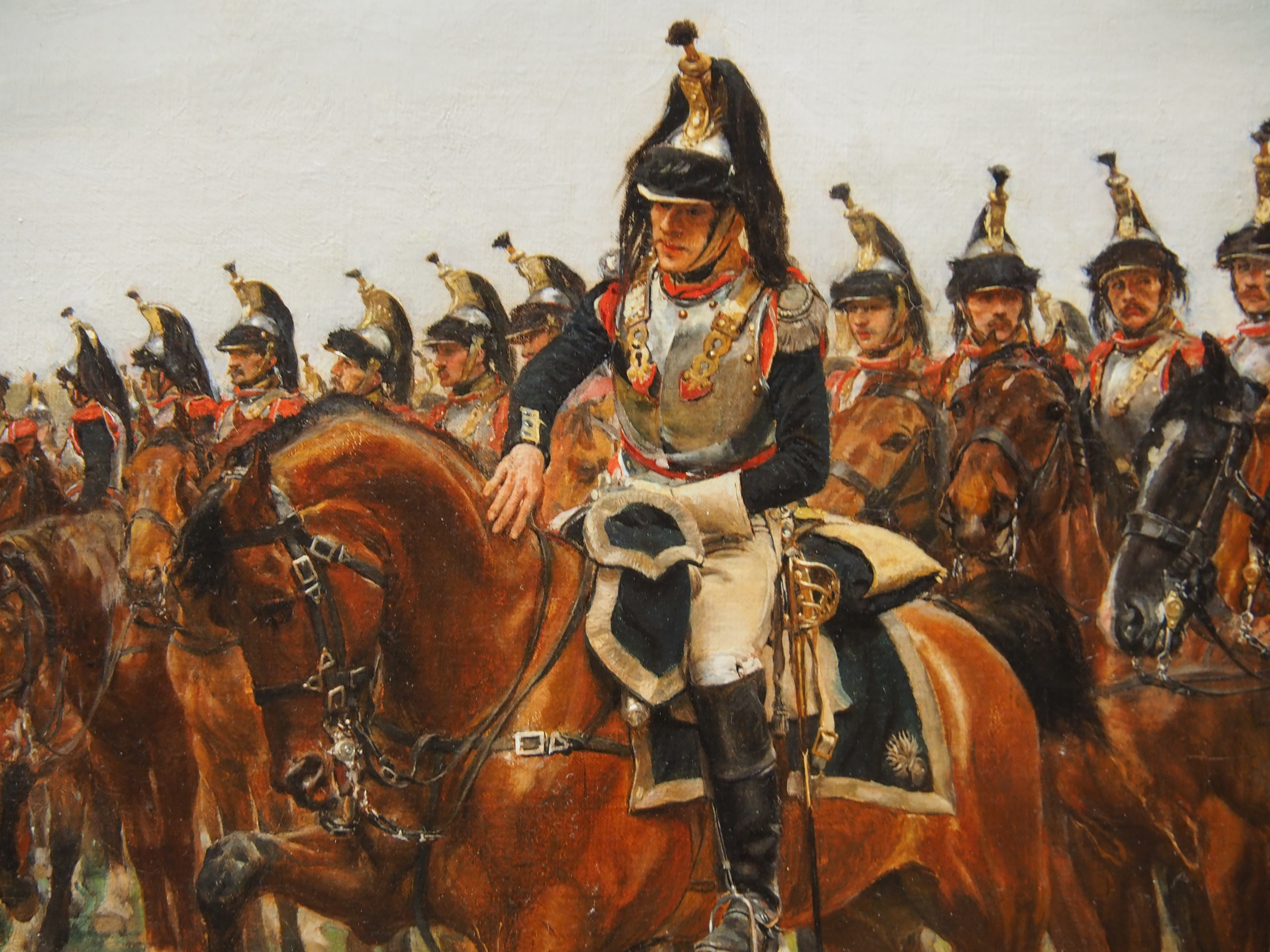
Coraceros franceses

- Coraceros francesesCoraceros: Equipados como caballeros con una dura coraza en la pechera y casco de hierro y latón. Solían ser los hombres más altos y montaban caballos grandes pero igualmente veloces. Iban armados con sable de un filo recto y pistola (para oficiales). Servían como fuerza de choque, por lo que cargaban contra las tropas de infantería enemigas para abrir brechas y permitir la entrada de la infantería u otro cuerpo de caballería. Un coracero debía ser capaz, por encima de todo, de combatir desde su montura.
- Carabineros a caballo: Similares en armamento y funciones a los coraceros, pero más selectivos y exigentes, funcionaban como caballería pesada de élite. A pesar de su nombre, no iban armados con carabinas, aunque sí las habían portado por un tiempo cuando se formó el cuerpo antes del ascenso de Napoleón al poder.
- Dragones: Caballería media o de línea. Eran el principal cuerpo de la caballería francesa desde antes de Napoleón, usados tanto en batalla, como cuerpo de avanzada y ocasionalmente en patrullaje. Llevaban casco de metal, pero no coraza, e iban armados con sable de doble filo, también recto, y además con pistola y carabina. De ese modo podían desplazarse rápidamente a caballo para luego luchar y defender una posición combatiendo como infantería.

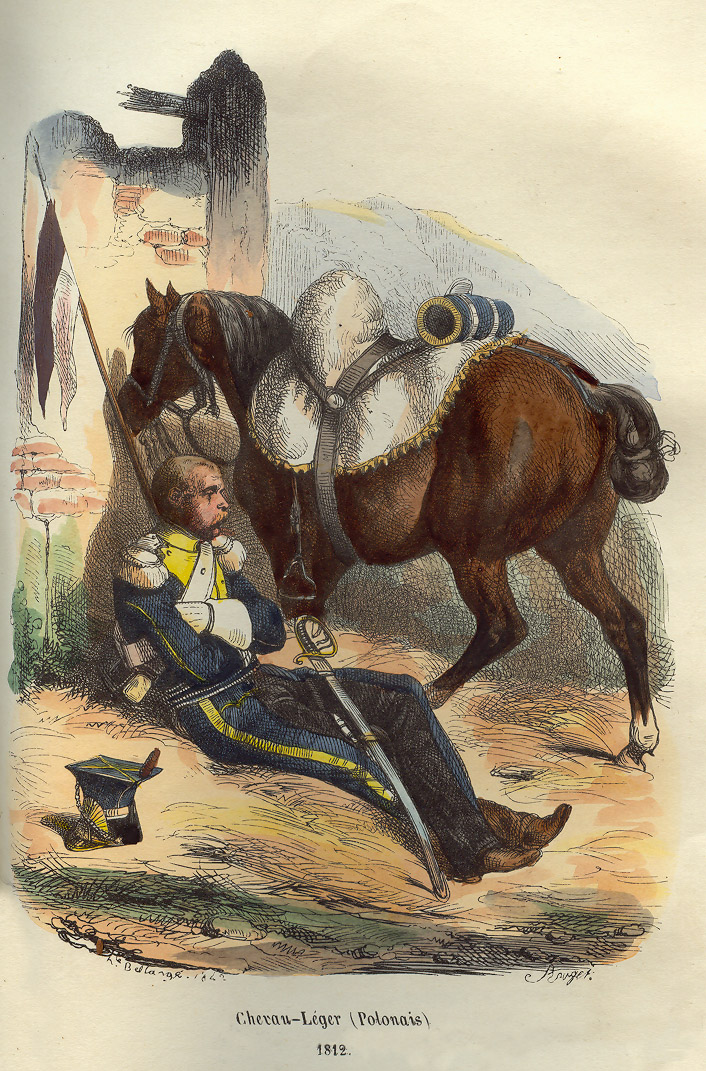
Lanceros polacos al servicio de Napoleón

- Lanceros polacos al servicio de NapoleónLanceros y ulanos: Las figuras más representativas de la caballería media. Constituyeron una adición relativamente tardía a las tropas del Emperador, luego de su alianza con los polacos y lituanos que buscaban independizarse de Rusia. Carecían de armadura y portaban un chacó cuadrado en vez de casco e iban armados con una lanza ligera y un sable al estilo tradicional polaco, pronunciadamente curvo y masivo. La combinación de ambas armas les permitía servir como fuerza de choque contra otros cuerpos de caballería y las formaciones de infantería en cuadro, ya que podían cargar con la lanza, superando las bayonetas, y luego combatir con el sable. Sus uniformes llaman la atención por el uso de botines cortos y pantalones en lugar de las usuales botas de montar y calzones de los demás cuerpos. Los ulanos fueron una de las más temidas fuerzas de la caballería napoleónica, siendo apodados en España como "Diablos Polacos" o "Picadores del Infierno".
- Húsares: El cuerpo más representativo de la caballería ligera, también derivado de la tradición polaca, pero adoptado desde tiempos de los Borbones. Constituían uno de los cuerpos más notorios; iban armados con sables curvos y ligeros y pistola (oficiales). Su principal función era debilitar al enemigo con cargas o correrías rápidas, usualmente sin ensañarse en combate, puesto que su principal fuerte era la capacidad de movilizarse rápida y coordinadamente (como lo haría un cardumen de peces). Resultaban especialmente útiles en escaramuzas y ataques "sorpresivos" a los flancos o retaguardias. Sus uniformes eran particularmente coloridos y profusamente decorados, destacando por incluir una Pelisse, chaqueta de piel gruesa y rígida que solía llevarse sujeta por botones sobre un solo hombro y que era capaz de resguardar a su dueño de cortes de sables y bayonetas.
- Cazadores a caballo: Eran los ojos y oídos de los ejércitos de Napoleón, pues se usaban para operaciones de reconocimiento y mensajeros, manteniendo informados a los comandantes de los movimientos enemigos, al tiempo que "cazaban" a las tropas de reconocimiento e inteligencia del enemigo. Iban armados con carabinas, pistolas y sables curvos y ligeros. Eran los jinetes más veloces y habilidosos en maniobras individuales, de ordinario hombres de contextura pequeña al igual que sus caballos. Vestían uniformes similares a los de los granaderos de infantería, pero de color verde para facilitar un primitivo camuflaje. Entre los cazadores a caballo destaca la figura de Joaquín Murat, uno de los más destacados mariscales de Napoleón, quien posteriormente le nombraría Rey de Nápoles.
- Guardia Imperial: La Guardia Imperial había sido creada como un cuerpo de guardaespaldas de Napoleón, su familia y hombres más importantes. Dentro de la guardia, también existían varios regimientos de caballería divididos entre los diferentes cuerpos ya mencionados, incluyendo ulanos, los llamados "Dragones de la Emperatriz", gendarmería de élite y cazadores y granaderos a caballo. Eran hombres altos y corpulentos, totalmente leales al emperador y particularmente habilidosos y fieros en combate. A pesar de ser primordialmente guardaespaldas y fuerzas de reserva, fueron frecuentemente empleados en batalla y lograron victorias notables para el Imperio.

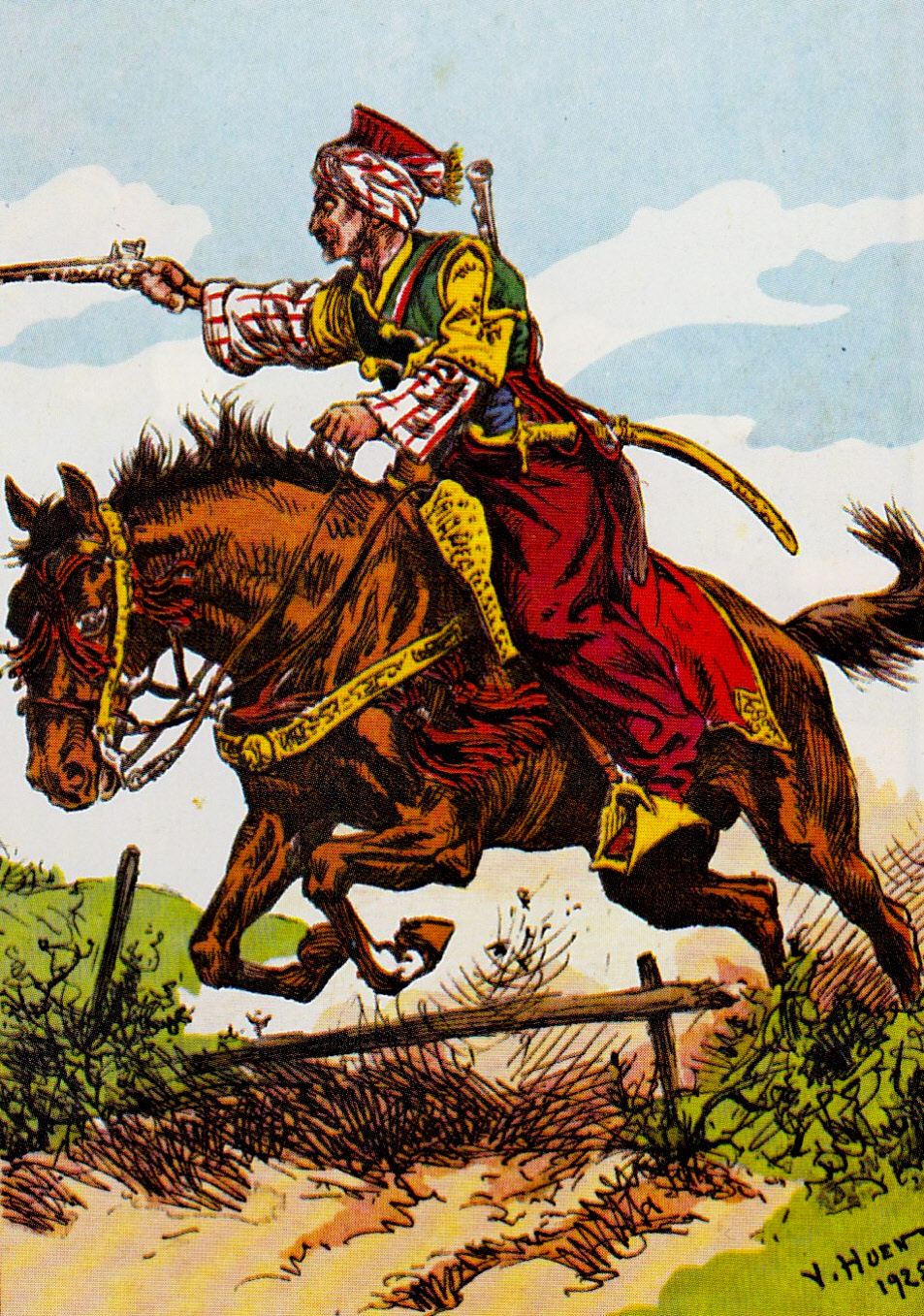
Caballería de los mamelucos

- Caballería de los  mamelucosMamelucos: Formaban una compañía de alrededor de 240 jinetes, que se unieron a las tropas francesas en 1801, luego de la Campaña de Egipto. Al principio constituían más bien un ejército personal de Bonaparte, adjunto a los cazadores a caballo de la Guardia Imperial. Después de la Batalla de Austerlitz (1805), se formará un regimiento oficial de mamelucos. Peleaban equipados de la misma manera tradicional en que lo habían hecho bajo el Imperio Otomano: vistiendo bombachos y turbantes y armados con un trabuco, una o dos pistolas, un mazo pequeño, una jambia y un alfanje (este último, sería adoptado como sable preferido por Napoleón y su alto mando, y posteriormente también por generales y mariscales de otros ejércitos europeos). Su arsenal, la agilidad y resistencia de sus caballos árabes, al igual que su habilidad al montarlos y su lealtad a muerte al Emperador, les permitió destacarse en funciones de caballería ligera y fuerzas de defensa. Fueron famosos por su labor en la península ibérica, siendo inmortalizados por Goya en el cuadro Levantamiento del 2 de mayo.

### Infantería
- Infantería regular (granaderos, fusileros y voltigeurs u hostigadores de línea): el grueso del ejército estaba compuesto por la infantería estándar. Los regimientos de infantería eran conocidos como «demi-brigades» y se componían de tres o cuatro batallones.
- Infantería ligera (carabineros a pie, voltigeurs ligeros y cazadores a pie): las compañías de voltigeurs comenzaron a añadirse a los regimientos del ejército regular francés en 1801. Los voltigeurs eran tropas ágiles, cuyo cometido era avanzar en el frente del ataque y tratar de romper las formaciones enemigas o atacar a los servidores de la artillería. Posteriormente se formaron regimientos separados de infantería ligera.

### Artillería

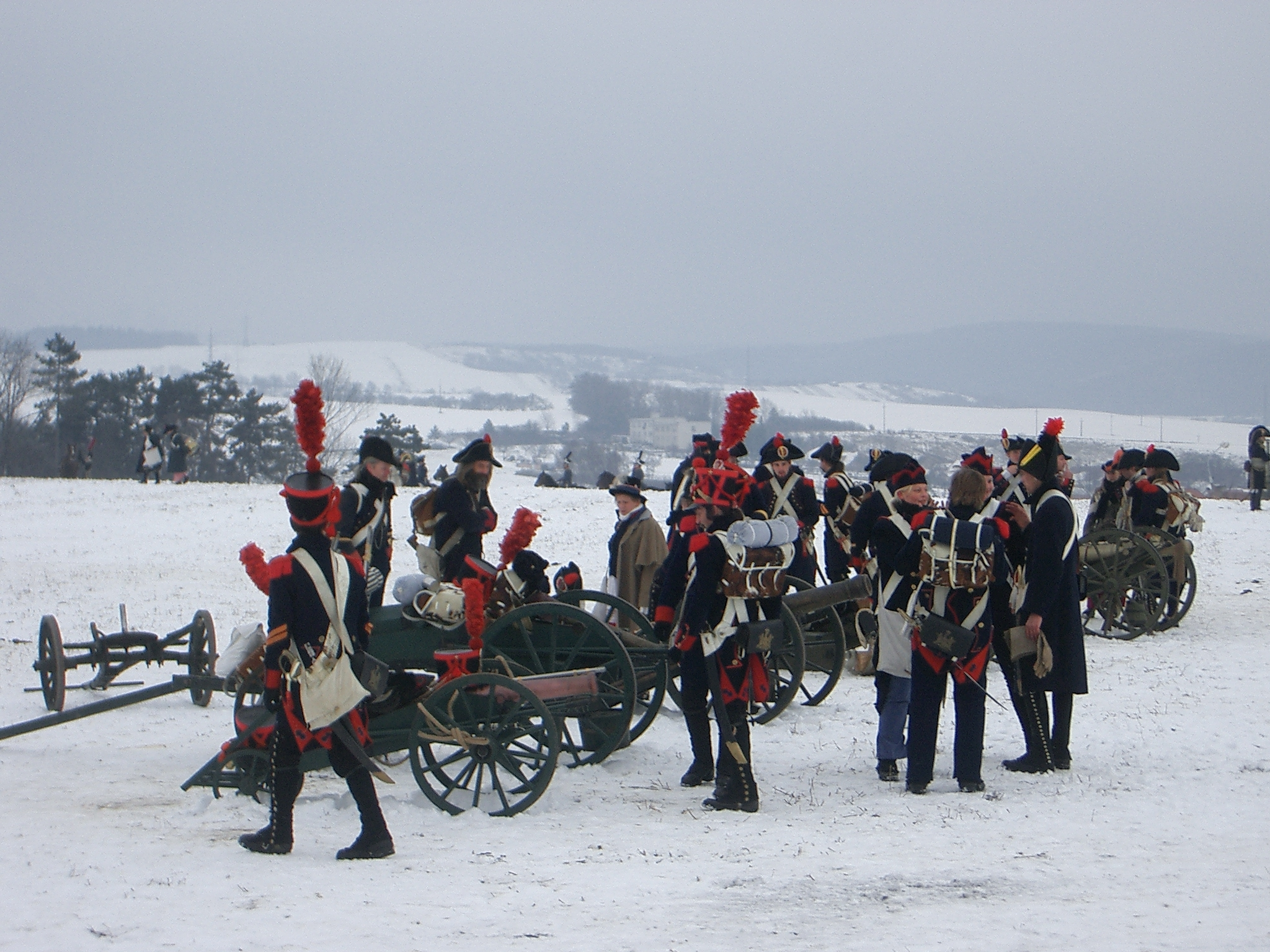
Batería francesa en la batalla de Austerlitz

Tal como se podría esperar de un emperador que anteriormente había sido oficial de artillería, los cañones franceses fueron la espina dorsal de las tropas de tierra. Los franceses usaban la artillería de forma general en baterías masivas para debilitar las formaciones enemigas antes de lanzar cargas de infantería o caballería. El perfecto entrenamiento de las dotaciones al servicio de la artillería permitió a Bonaparte mover estas armas con gran velocidad tanto para impedir el debilitamiento de las posiciones defensivas como para machacar y abrir brechas en las líneas enemigas. En general, los cañones franceses eran de 4 libras, 8 libras o 12 libras, los calibres menores fueron sustituidos por calibres de 6 libras al final de las guerras. Los cañones franceses tenían barriles de latón en sus carruajes, ruedas y sus avantrenes estaban pintados de verde oliva.

### Guardia Imperial
La Guardia Imperial francesa eran las unidades de élite de aquel tiempo y había evolucionado a partir de las Guardias de los Cónsules y de la Guardia Consular. Era un ejército en sí mismo con divisiones de infantería, artillería y caballería. Napoleón les quería como un ejemplo a seguir para el ejército y también como una fuerza que lucharía con él en numerosas campañas, y que serían completamente leales a él. Aunque la infantería rara vez entraba en combate en masa, la caballería a menudo era arrojada a la batalla como golpe mortal y su artillería solía golpear a los enemigos antes de los asaltos. La Guardia Imperial se componía de tres secciones:
- Vieja Guardia: esta era lo mejor del ejército de Napoleón. La Vieja Guardia se componía de los veteranos con más tiempo de servicio (de 3 a 5 campañas).
- Grenadiers à Pied de la Garde Impériale (Granaderos de la Guardia Imperial): Los Granaderos de la Guardia eran el regimiento más antiguo en La Grande Armée. Durante la campaña de 1807 en Polonia, los granaderos recibieron el apodo de “les grognards” ("los murmuradores") por el propio Napoleón. Eran los soldados de infantería más experimentados y valientes de la Guardia, algunos veteranos habían servido en más de 20 campañas. Para alistarse con los Granaderos, un recluta debe haber servido durante diez años al menos, haber recibido una mención por valentía, ser alfabetizado y tener más de 178 cm de altura. Las tropas de la Vieja Guardia solían mantenerse en reserva durante momentos cruciales en el campo de batalla y se utilizaban para actuar como un golpe de martillo contra un enemigo sacudido. El primer regimiento de Granaderos a pie jugó un papel importante en la Batalla de Eylau. Hacia 1815, los Granaderos de la Vieja Guardia se numeraban en cuatro regimientos, el 3.° de Granaderos y el 4.° de Granaderos se habían agregado en 1810 y 1815, respectivamente. Estos regimientos (3º y 4º de granaderos) más el 2.° de granaderos más antiguo participaron plenamente en Ligny. Dos días después de Ligny, fueron estos regimientos los que fueron vencidos por los británicos a medida que avanzaban en un intento de aplastar la línea británica debilitada en Waterloo. Los dos batallones del 1.° de Granaderos formaron escuadras y resistieron los ataques aliados para proteger la retirada general. Los Granaderos a pie tenían un uniforme azul oscuro largo (abrigo con largas colas) con contrafuertes rojos, charreteras y solapas blancas. La característica más distintiva era la gorra alta de piel de oso, decorada con una placa de oro grabada, una pluma roja y cordeles blancos.
- Chasseurs à Pied de la Garde Impériale (cazadores a pie de la Guardia Imperial): los Cazadores de la Guardia constituían el segundo regimiento más antiguo en La Grande Armée. El 1.º de Cazadores fue la formación hermana del 1.º de Granaderos a pie. Tenían los mismos criterios de admisión, pero para ingresar a este regimiento tenían que tener más de un 171 cm de altura. Los Cazadores a pie entraron en acción en varias batallas cruciales. Después del regreso de Napoleón en 1815, los cazadores se expandieron a cuatro regimientos, con los regimientos 2.°, 3.º y 4.º formados por reclutas con un máximo cuatro años de experiencia. Estos regimientos también participaron en el asalto de la Guardia durante la fase final de la batalla de Waterloo. El 2.° batallón del 1.° de Cazadores se unió al ataque principal de la Guardia Media, pero fueron rechazados, mientras que el 2.° protegía al Emperador. Los Chasseurs à Pied vestían un uniforme azul oscuro largo (abrigo con colas largas) con contrafuertes rojos, charreteras rojas con solapas verdes y blancas. En la campaña, los Chasseurs a menudo llevaban pantalones azul oscuro. Al igual que con los Granaderos, la característica más distintiva de los Cazadores era la gorra alta de piel de oso, decorada con una pluma roja sobre verde y cordeles blancos.
- Guardia Media: Constaba de veteranos de 3 a 5 campañas.
- Joven Guardia: Inicialmente formada por veteranos con una campaña al menos, así como por brillantes oficiales jóvenes.

### Ingenieros
Mientras la gloria de la batalla se la llevaban la caballería y la infantería, los constructores de puentes del ejército de Napoleón (los pontoneros) eran una parte indispensable de la maquinaria militar. Sus principales contribuciones eran ayudar al emperador a desplazar sus fuerzas cruzando obstáculos acuáticos mediante la construcción de puentes de pontones. Las capacidades de sus pontoneros permitían a Bonaparte flanquear al enemigo cruzando ríos cuando el enemigo menos lo esperaba, y en el caso de la gran retirada desde Moscú, salvar al ejército de la completa aniquilación en la batalla del Berézina. Puede que no obtuvieran la gloria, pero Napoleón valoraba mucho a sus pontoneros y llegó a tener hasta 14 compañías de estos dentro del ejército.

## Escalafón del personal de la Grande Armée
| Rango                                                                | Equivalencia                        |
| -------------------------------------------------------------------- | ----------------------------------- |
| Oficiales                                                            |                                     |
| Général de division, Lieutenant général                              | General de división                 |
| Général de brigade, Maréchal de camp                                 | General de brigada                  |
| Adjudant-commandant                                                  | Coronel mayor, brigadier            |
| Colonel                                                              | Coronel                             |
| Colonel en second                                                    | Teniente coronel de primera clase   |
| Major                                                                | Teniente coronel                    |
| Major en second                                                      | Primer comandante, mayor de primera |
| Chef de bataillon o Chef d'escadron                                  | Comandante, mayor                   |
| Capitaine adjutant-major                                             | Capitán primero                     |
| Capitaine                                                            | Capitán                             |
| Lieutenant                                                           | Teniente                            |
| Sous-lieutenant                                                      | Subteniente, alférez                |
| Suboficiales y tropa                                                 |                                     |
| Adjudant sous-officier                                               | Suboficial                          |
| Adjudant-Chef                                                        | Brigada                             |
| Adjudant                                                             | Sargento mayor                      |
| Sergent-Major o Maréchal des logis Chef                              | Sargento primero                    |
| Sergent o Maréchal des Logis                                         | Sargento segundo                    |
| Caporal-Fourrier o Brigadier-Fourrier                                | Sargento                            |
| Caporal o Brigadier (caballería, artillería a caballo y gendarmería) | Cabo                                |
| Soldat o Cavalier (caballería) o Canonnier (artillería)              | Soldado                             |

## Galería

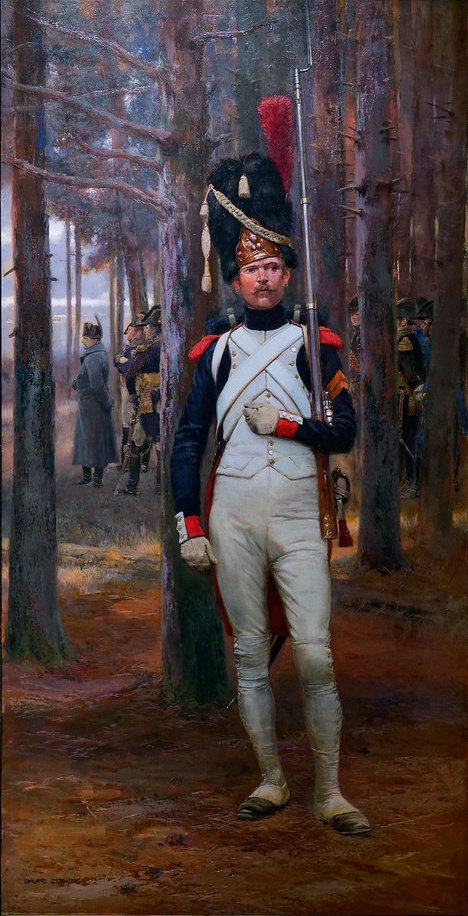
Granadero de la Vieja Guardia Imperial
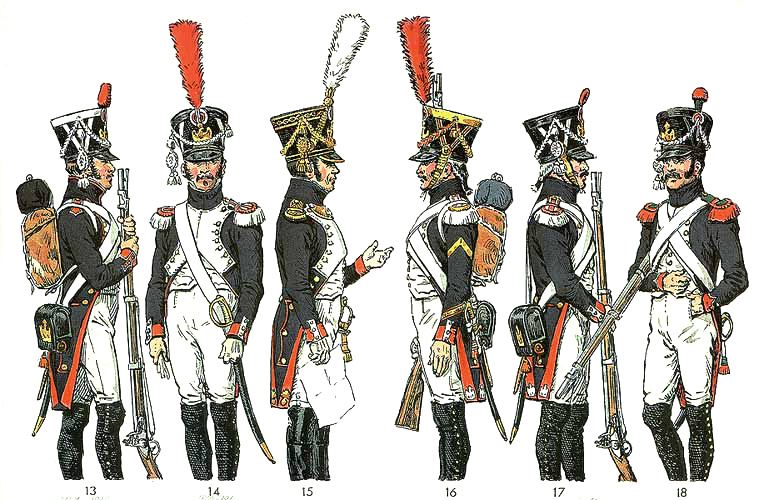
Fusileros granaderos y fusileros cazadores de la Media Guardia Imperial
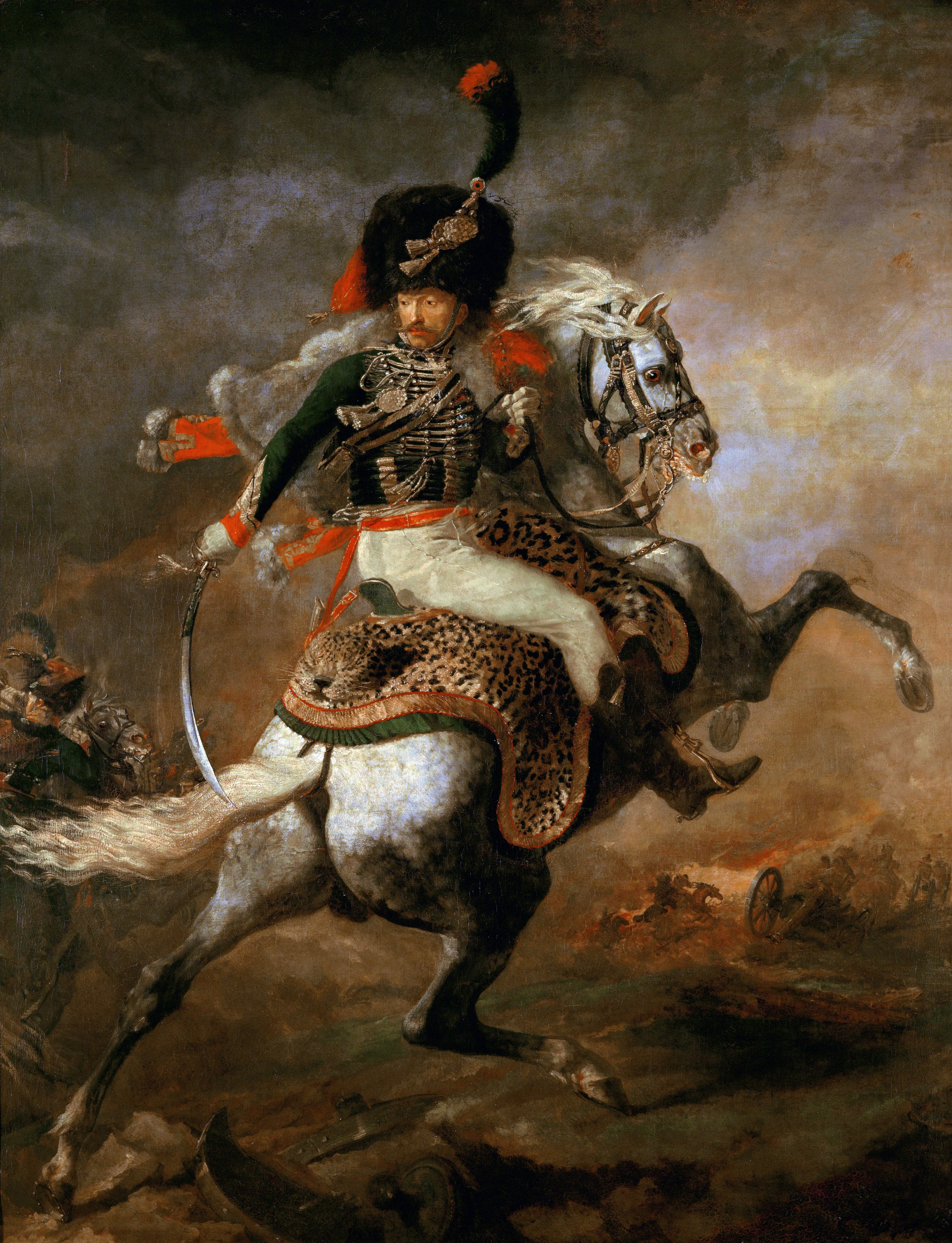
Cazador a caballo
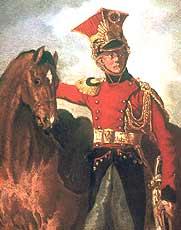
Lancero
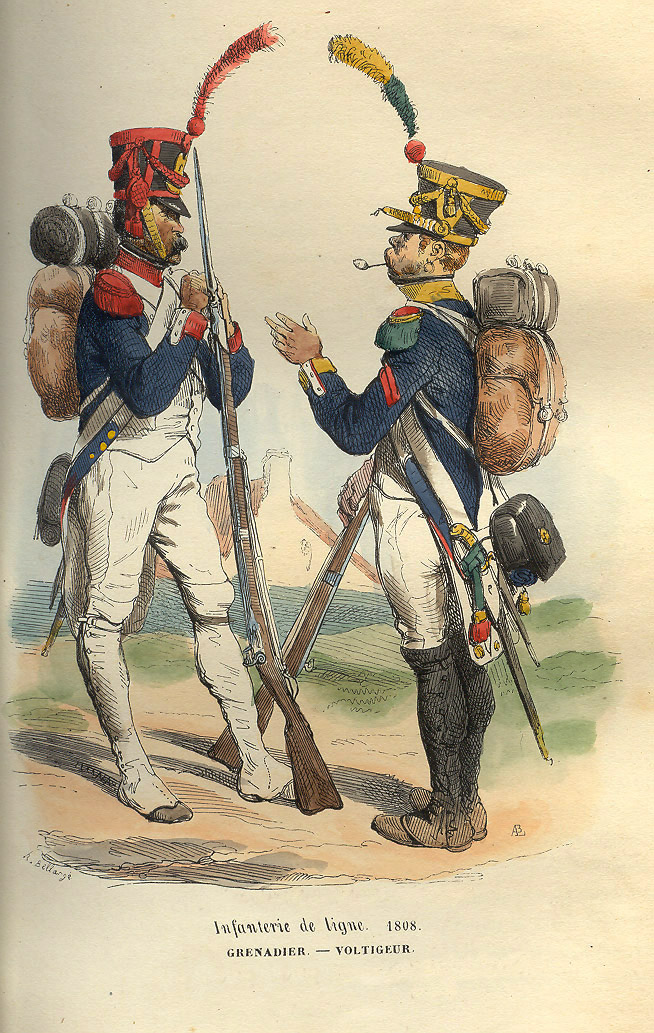
Granadero (izquierda) y voltigeur
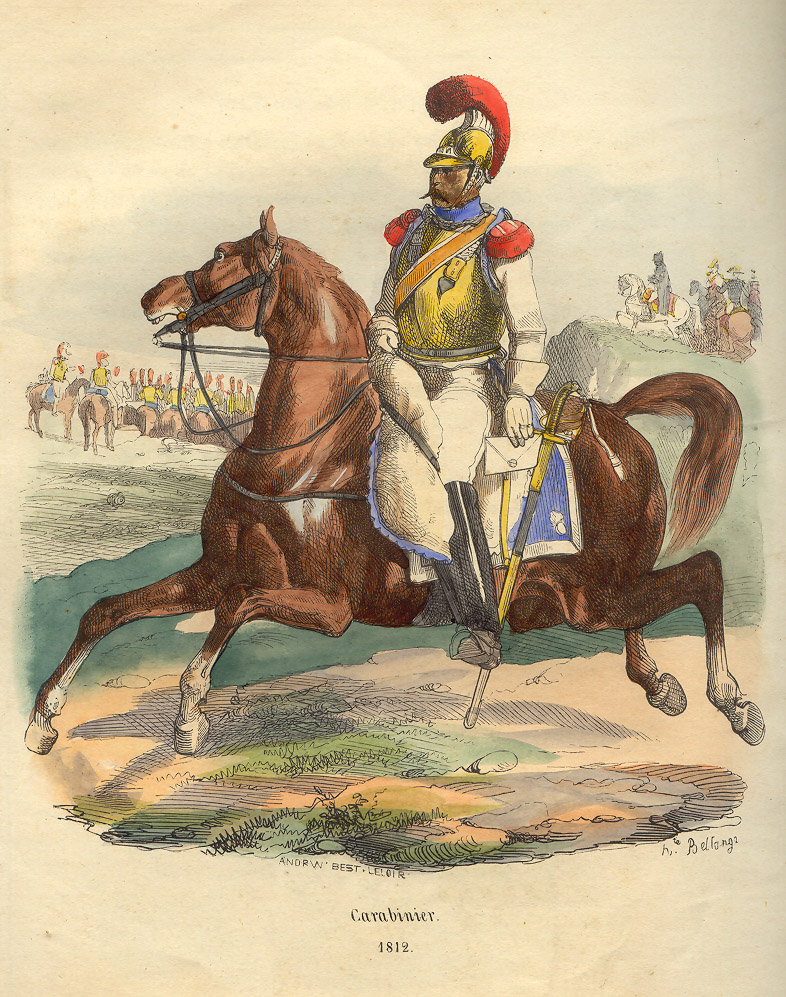
Carabinero
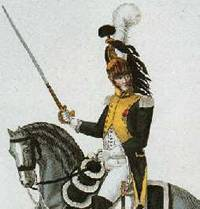
Dragón
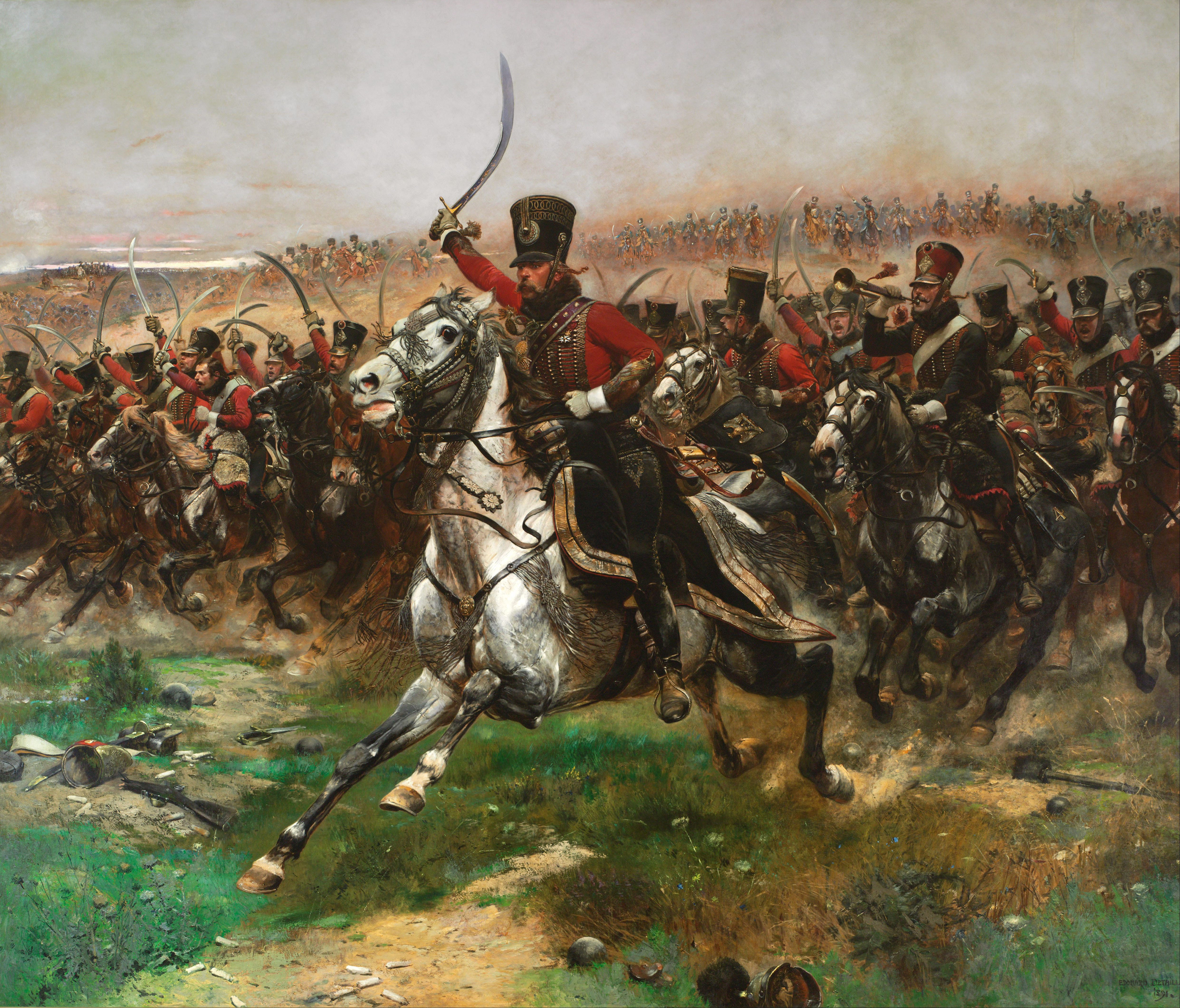
Húsares
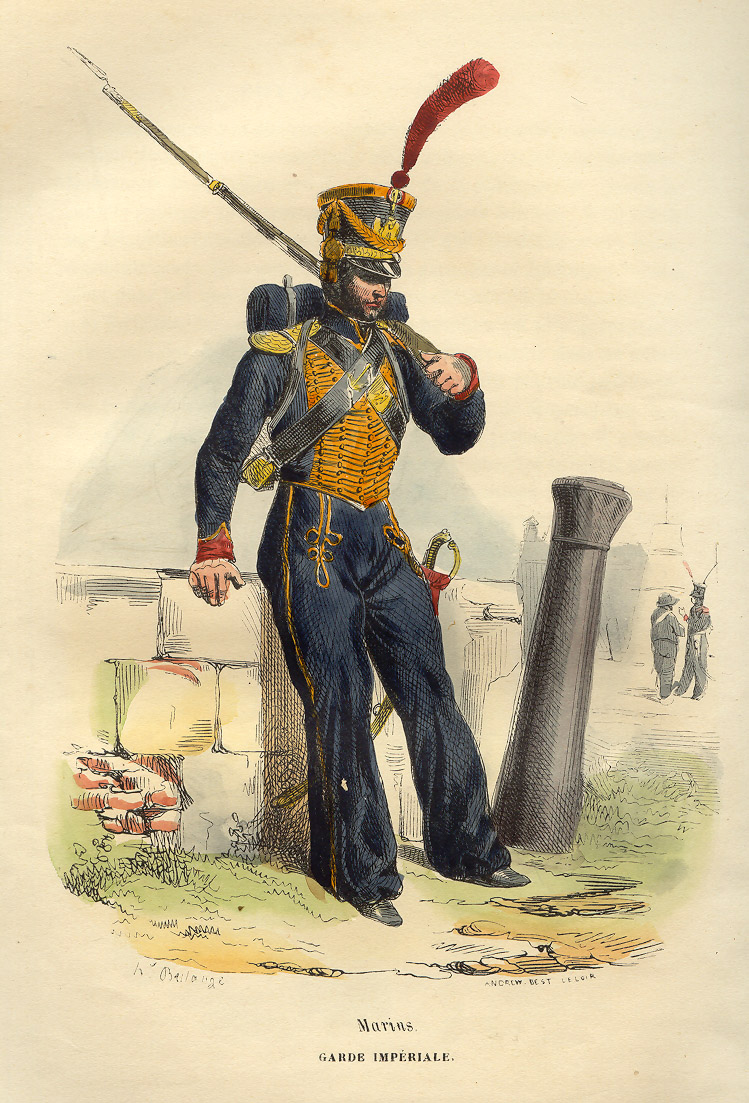
Marino de la guardia imperial

## Bibliografía

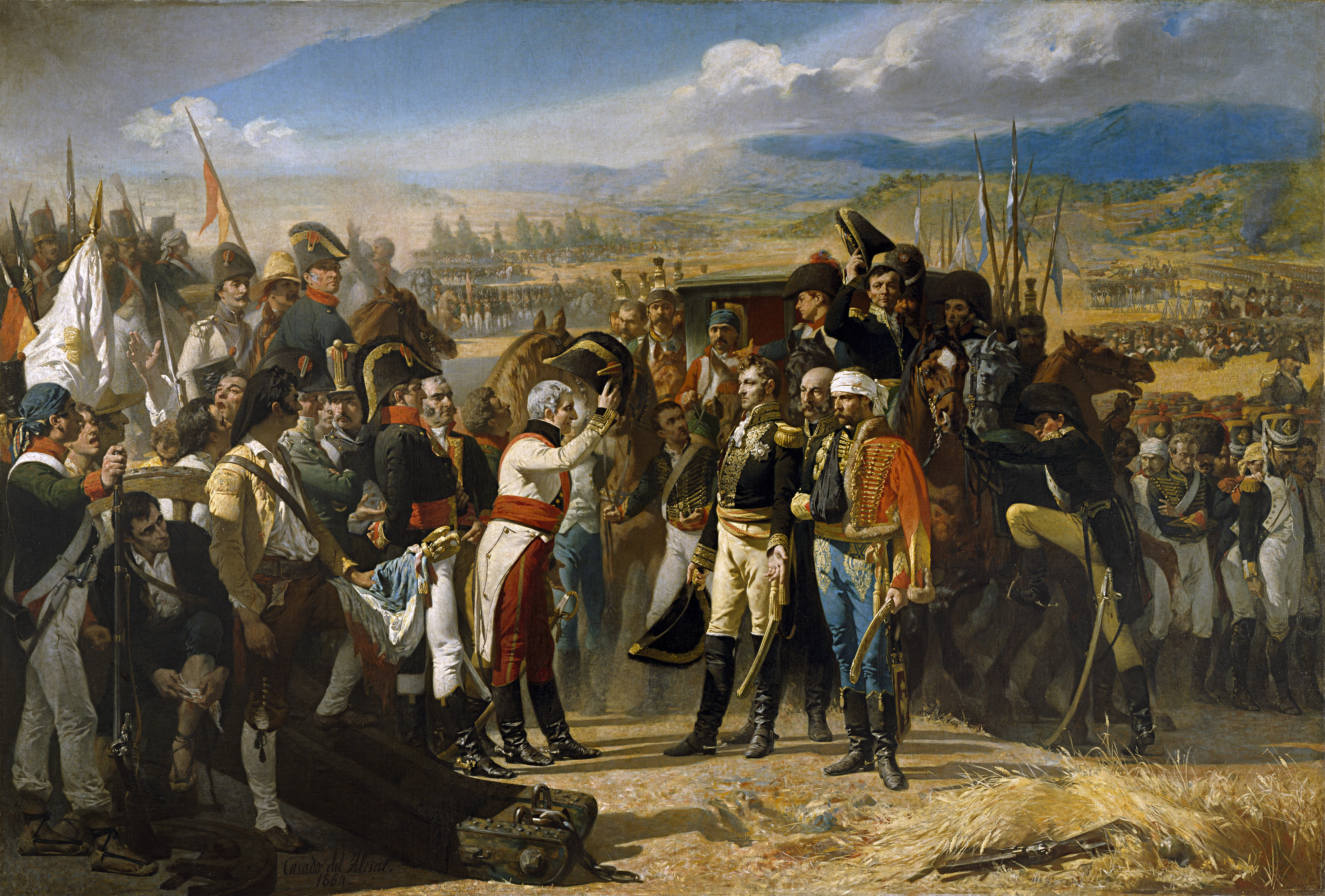
Rendición de Bailén (1808) en una pintura de Casado del Alisal

### En español
- La campaña de Trafalgar (1804-1805): Corpus documental. González-Aller Hierro, José Ignacio. Madrid : Ministerio de Defensa. Centro de Publicaciones. ISBN 8497811364
- Austerlitz 1805 : la batalla de los tres emperadores. Chandler, David. Madrid : Ediciones del Prado, S.A. ISBN 84-7838-491-X
- Jena 1806. Chandler, David. Madrid : Ediciones del Prado, S.A. ISBN 84-7838-982-2
- Borodino 1812 : las últimas luces del imperio. Gracia Yagüe, José Carlos; Bobi Miguel, María del Carmen. Madrid : Delta Ediciones. ISBN 84-609-5011-5
- Waterloo 1815 : el nacimiento de la Europa moderna. Wootten, Geofrey. Ediciones del Prado, S.A. ISBN 84-7838-481-2
- Las campañas de Napoleón : un emperador en el campo de batalla : de Tolón a Waterloo (1796-1815). Chandler, David. Madrid : La Esfera de los Libros S.L. ISBN 84-9734-335-2
- La grande armée : introducción al ejército de Napoleón. Martín Mas, Miguel Ángel. Alpedrete : Andrea Press. ISBN 84-96527-43-3
- Los cien días : el final de la era napoleónica. Dominique de Villepin. Inédita Ediciones. ISBN 84-96364-01-1

### En inglés
- The Rise of Napoleon Bonaparte. Asprey, Robert. New York: Basic Books. 2000 ISBN 0-465-04879-X
- Napoleon. Cronin, Vincent. London: HarperCollins. 1994. ISBN 0-00-637521-9
- The Cassel Dictionary of the Napoleonic Wars. Pope, Stephen. Cassel. 1999. ISBN 0-304-35229-2
- Napoleon Bonaparte: A Life. Schom, Alan. 1998. Perennial. ISBN 0-06-092958-8
- 1812: Napoleon's Fatal March on Moscow. Zamoyski, Adam. 2004. HarperCollins. ISBN 0-00-718489-1